# Jinping (Honghe)

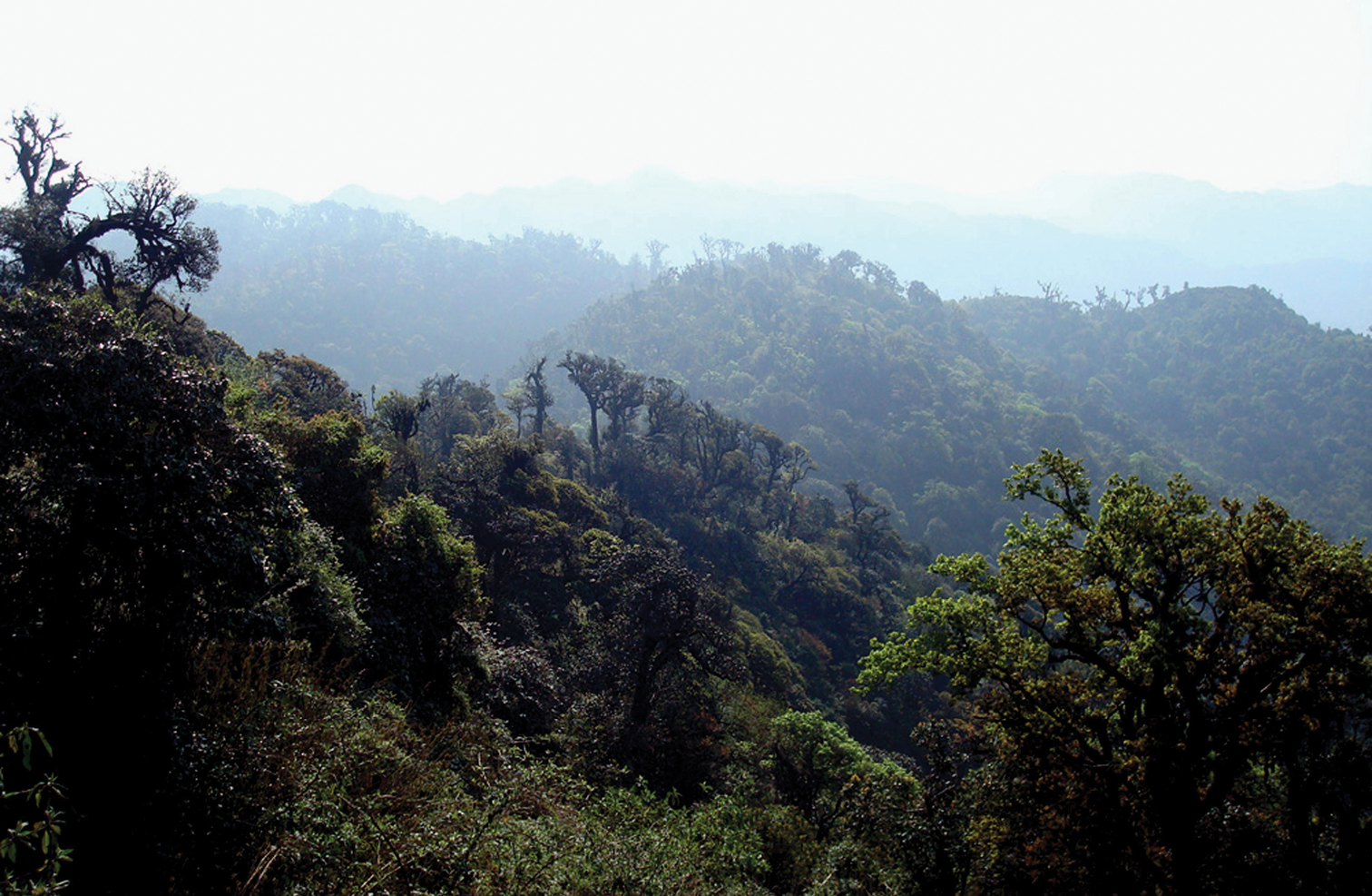
Berglandschaft in Jinping auf ca. 2000 m Höhe

Der Autonome Kreis Jinping der Miao, Yao und Dai (chinesisch 金平苗族瑶族傣族自治县, Pinyin Jīnpíng Miáozú Yáozú Dǎizú Zìzhìxiàn), kurz: Kreis Jinping (金平县) ist ein autonomer Kreis der Miao, Yao und Dai des Autonomen Bezirks Honghe der Hani und Yi in der chinesischen Provinz Yunnan. Er hat eine Fläche von 3.609 Quadratkilometern und zählt 331.377 Einwohner (Stand: Zensus 2020). Sein Hauptort ist die Großgemeinde Jinhe (金河镇).
Die endemischem Helmkräuterarten Scutellaria bambusetorum und Scutellaria macrosiphon gedeihen nur in Jinping immergrünen Wäldern auf etwa 2000 m Höhe.

## Administrative Gliederung
Auf Gemeindeebene setzt er sich aus zwei Großgemeinden und elf Gemeinden (davon eine Nationalitätengemeinde) zusammen. Diese sind:
- Großgemeinde Jinhe (金河镇)
- Großgemeinde Jinshuihe (金水河镇)

- Gemeinde Tongchang (铜厂乡)
- Gemeinde Mengla (勐拉乡)
- Gemeinde Laojizhai (老集寨乡)
- Gemeinde Zhemi der Lahu (者米拉祜族乡)
- Gemeinde Adebo (阿得博乡)
- Gemeinde Shayipo (沙依坡乡)
- Gemeinde Dazhai (大寨乡)
- Gemeinde Ma'andi (马鞍底乡)
- Gemeinde Mengqiao (勐桥乡)
- Gemeinde Yingpan (营盘乡)
- Gemeinde Laomeng (老勐乡)